# Marián Labuda

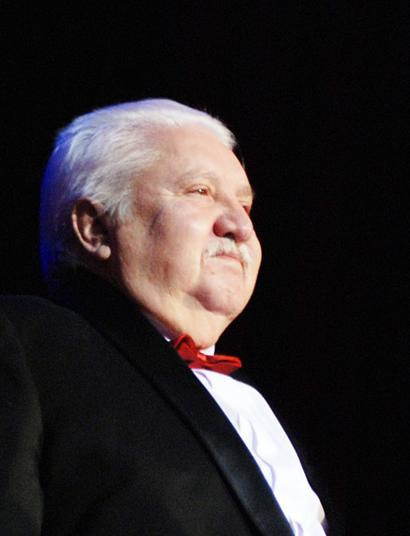
Marián Labuda.

Marián Labuda, född 28 oktober 1944 i Hontianske Nemce, Slovakiska republiken, död 5 januari 2018 i Bratislava, Slovakien, var en slovakisk skådespelare.
Han var utbildad vid scenakademien i Bratislava. Labuda blev känd i Tjeckoslovakien under 1980-talet, bland annat för rollen som lastbilschauffören Pávek i Jiří Menzels film Min lilla by 1986. För sin biroll i filmen Trädgården 1995 tilldelades han filmpriset Tjeckiska lejonet.

## Filmografi, urval
- 1976 – Pacho, hybský zbojník
- 1986 – Min lilla by
- 1989 – Dobrí holubi se vracejí
- 1989 – Slut på gamla tider
- 1994 – Akumulátor 1
- 1994 – Menige Ivan Conkins liv och märkvärdiga äventyr
- 1995 – Trädgården
- 2006 – Jag har betjänat kungen av England